# マリオ・ベガ
エンリケ・マリオ・ベガ・バカ（Enrique Mario Vega Baca、1942年5月24日 - ）は、ペルー・カヤオ出身の元サッカー選手。ポジションはフォワード。

## タイトル

### クラブ
アトレティコ・マドリード
- コパ・デル・レイ : 1回 (1964-65)